# Championnats du monde de biathlon 1982
Les Championnats du monde de biathlon 1982 se tiennent du 10 au 14 février 1982 à Minsk (RSS de Biélorussie).

## Les résultats
| Épreuve                         | Or                                                                          | Argent                                                       | Bronze                                                                               |
| 13 février : Sprint 10 km H     | Eirik Kvalfoss                                                              | Frank Ullrich                                                | Vladimir Alikin                                                                      |
| 10 février : 20 km individuel H | Frank Ullrich                                                               | Eirik Kvalfoss                                               | Terje Krokstad                                                                       |
| 14 février : Relais 4×7,5 km H  | Allemagne de l'Est Frank Ullrich Mathias Jung Matthias Jacob Bernd Hellmich | Norvège Eirik Kvalfoss Kjell Søbak Odd Lirhus Rolf Storsveen | Union soviétique Vladimir Alikin Anatoli Aliabiev Vladimir Barnachov Viktor Semionov |

## Le tableau des médailles
| Médailles | Pays               | Or | Argent | Bronze | Ensemble |
| --------- | ------------------ | -- | ------ | ------ | -------- |
| 1         | Allemagne de l'Est | 2  | 1      | 0      | 3        |
| 2         | Norvège            | 1  | 2      | 1      | 4        |
| 3         | Union soviétique   | 0  | 0      | 2      | 2        |